# Primera División de Suecia
La Primera División de Suecia es la tercera liga de fútbol más importante del país, la cual es controlada por la Asociación de Fútbol de Suecia.

## Historia
Fue creada en 1987 como la Segunda División, hasta que en 1999 el fútbol de Suecia creó la Superettan, desapareciendo la liga hasta en año 2006, refundada como la tercera división de Suecia.

## Formato
Consiste en dos ligas separadas de 16 equipos (Norte y Sur), representando cada región geográfica del país, en donde los clubes se enfrentan todos contra todos a doble vuelta, completando así 30 jornadas. El ganador de cada grupo asciende a la Superettan y los subcampeones juegan un play-off de ascenso ante los peores equipos de la Superettan que no descendieron directamente, mientras que los peores tres equipos de cada grupo descienden a la Segunda División de Suecia.

## Equipos 2025

### Norra
| Club                        | Ciudad     | Estadio                  | Capacidad |
| --------------------------- | ---------- | ------------------------ | --------- |
| FC Arlanda                  | Märsta     | Midgårdsvallen           | 2000      |
| Assyriska FF                | Södertälje | Södertälje Fotbollsarena | 6400      |
| Enköpings SK FK             | Enköping   | Enavallen                | 4000      |
| AFC Eskilstuna              | Eskilstuna | Tunavallen               | 7800      |
| Gefle IF                    | Gävle      | Gavlevallen              | 6500      |
| Hammarby Talang FF          | Estocolmo  | Hammarby IP              | 3700      |
| IFK Haninge                 | Haninge    | Torvalla IP              | 1000      |
| Karlbergs BK                | Estocolmo  | Stadshagens IP           | 2145      |
| IF Karlstad                 | Karlstad   | Sola Arena               | 4000      |
| Nordic United FC            | Södertälje | Södertälje Fotbollsarena | 6400      |
| Örebro Syrianska IF         | Örebro     | Örnsro IP                | 1000      |
| Sollentuna FK               | Sollentuna | Sollentunavallen         | 4500      |
| FC Stockholm Internazionale | Estocolmo  | Kristinebergs IP         | 2145      |
| IFK Stocksund               | Stocksund  | Stockhagens IP           | 1000      |
| Team TG FF                  | Umeå       | Umeå Energi Arena        | 7000      |
| Vasalunds IF                | Solna      | Skytteholms IP           | 4000      |

### Södra
| Equipo              | Ciudad      | Estadio             | Capacidad |
| ------------------- | ----------- | ------------------- | --------- |
| Ängelholms FF       | Ängelholm   | Ängelholms IP       | 4000      |
| Ariana FC           | Malmö       | Malmö Stadion       | 27 500    |
| Eskilsminne IF      | Helsingborg | Harlyckans IP       | 2000      |
| Hässleholms IF      | Hässleholm  | Österås IP          | 5500      |
| Husqvarna FF        | Huskvarna   | Vapenvallen         | 4000      |
| Jönköpings Södra IF | Jönköping   | Stadsparksvallen    | 7300      |
| Ljungskile SK       | Ljungskile  | Skarsjövallen       | 5500      |
| Lunds BK            | Lund        | Klostergårdens IP   | 3650      |
| Norrby IF           | Borås       | Borås Arena         | 16 200    |
| BK Olympic          | Malmö       | Lindängens IP       | 2000      |
| Oskarshamns AIK     | Oskarshamn  | Arena Oskarshamn    | 2000      |
| FC Rosengård 1917   | Malmö       | Rosengårds Södra IP | 5000      |
| Skövde AIK          | Skövde      | Södermalms IP       | 4500      |
| IFK Skövde          | Skövde      | Södermalms IP       | 4500      |
| Torslanda IK        | Torslanda   | Torslandavallen     | 1500      |
| FC Trollhättan      | Trollhättan | Edsborgs IP         | 5100      |

## Ediciones Anteriores

### Segundo Nivel
| Temporada | Liga   | Ascendió           | Ganó el Playoff    | Perdió el Playoff |
| --------- | ------ | ------------------ | ------------------ | ----------------- |
| 1987      | Norra  | Djurgårdens IF     | n/a                | n/a               |
| 1987      | Södra  | GAIS               | n/a                | n/a               |
| 1988      | Norra  | Örebro SK          | n/a                | n/a               |
| 1988      | Södra  | Halmstads BK       | n/a                | n/a               |
| 1989      | Norra  | Hammarby IF        | n/a                | n/a               |
| 1989      | Södra  | Östers IF          | n/a                | n/a               |
| 1990      | Norra  | n/a                | GIF Sundsvall      | n/a               |
| 1990      | Södra  | n/a                | n/a                | BK Häcken         |
| 1991      | Norra  | n/a                | n/a                | Kiruna FF         |
| 1991      | Östra  | n/a                | n/a                | Hammarby IF       |
| 1991      | Västra | n/a                | Västra Frölunda IF | n/a               |
| 1991      | Södra  | n/a                | Trelleborgs FF     | n/a               |
| 1992      | Norra  | n/a                | n/a                | IFK Sundsvall     |
| 1992      | Östra  | n/a                | IK Brage           | n/a               |
| 1992      | Västra | n/a                | BK Häcken          | n/a               |
| 1992      | Södra  | n/a                | Halmstads BK       | n/a               |
| 1993      | Norra  | Hammarby IF        | n/a                | Vasalunds IF      |
| 1993      | Södra  | Landskrona BoIS    | n/a                | IFK Hässleholm    |
| 1994      | Norra  | Djurgårdens IF     | n/a                | Umeå FC           |
| 1994      | Södra  | Örgryte IS         | n/a                | Kalmar FF         |
| 1995      | Norra  | Umeå FC            | n/a                | Gefle IF          |
| 1995      | Södra  | IK Oddevold        | n/a                | GAIS              |
| 1996      | Norra  | Västerås SK        | n/a                | Hammarby IF       |
| 1996      | Södra  | IF Elfsborg        | Ljungskile SK      | n/a               |
| 1997      | Norra  | Hammarby IF        | n/a                | Djurgårdens IF    |
| 1997      | Södra  | Västra Frölunda IF | BK Häcken          | n/a               |
| 1998      | Norra  | Djurgårdens IF     | Umeå FC            | {/a               |
| 1998      | Södra  | Kalmar FF          | n/a                | Landskrona BoIS   |
| 1999      | Norra  | GIF Sundsvall      | n/a                | Assyriska FF      |
| 1999      | Södra  | BK Häcken          | GAIS               | n/a               |

### Tercer Nivel
| Temporada | Liga  | Ascendió          | Ganó el Playoff | Perdió el Playoff |
| --------- | ----- | ----------------- | --------------- | ----------------- |
| 2006      | Norra | Enköpings SK      | IK Sirius       | n/a               |
| 2006      | Södra | IF Sylvia         | Bunkeflo IF     | n/a               |
| 2007      | Norra | Assyriska FF      | FC Väsby United | n/a               |
| 2007      | Södra | Qviding FIF       | Ängelholms FF   | n/a               |
| 2008      | Norra | Syrianska FC      | Vasalunds IF    | n/a               |
| 2008      | Södra | FC Trollhättan    | n/a             | Östers IF         |
| 2009      | Norra | Degerfors IF      | IK Brage        | n/a               |
| 2009      | Södra | Östers IF         | n/a             | Skövde AIK        |
| 2010      | Norra | Västerås SK       | n/a             | IK Sirius         |
| 2010      | Södra | IFK Värnamo       | n/a             | Qviding FIF       |
| 2011      | Norra | Umeå FC           | n/a             | FC Väsby United   |
| 2011      | Södra | Varbergs BoIS     | n/a             | IF Sylvia         |
| 2012      | Norra | Östersunds FK     | n/a             | BK Forward        |
| 2012      | Södra | Örgryte IS        | n/a             | Lunds BK          |
| 2013      | Norra | IK Sirius         | n/a             | Dalkurd FF        |
| 2013      | Södra | Husqvarna FF      | n/a             | IK Oddevold       |
| 2014      | Norra | AFC United        | IK Frej         | n/a               |
| 2014      | Södra | Utsiktens BK      | n/a             | Örgryte IS        |
| 2015      | Norra | Dalkurd FF        | n/a             | Akropolis IF      |
| 2015      | Södra | Trelleborgs FF    | Örgryte IS      | n/a               |
| 2016      | Norra | IF Brommapojkarna | n/a             | Vasalunds IF      |
| 2016      | Södra | Östers IF         | Norrby IF       | n/a               |
| 2017      | Norra | IK Brage          |                 |                   |
| 2017      | Södra | Landskrona BoIS   |                 |                   |
| 2018      | Norra | Västerås SK       |                 |                   |
| 2018      | Södra | Mjällby AIF       |                 |                   |
| 2019      | Norra | Akropolis IF      |                 |                   |
| 2019      | Södra | Ljungskile SK     |                 |                   |
| 2020      | Norra | Vasalunds IF      |                 |                   |
| 2020      | Södra | IFK Värnamo       |                 |                   |
| 2021      | Norra | IF Brommapojkarna |                 |                   |
| 2021      | Södra | Utsiktens BK      |                 |                   |
| 2022      | Norra | Gefle IF          |                 |                   |
| 2022      | Södra | GAIS              |                 |                   |
| 2023      | Norra | Sandvikens IF     |                 |                   |
| 2023      | Södra | IK Oddevold       |                 |                   |
| 2024      | Norra | Umea              |                 |                   |
| 2024      | Södra | Falkenbergs       |                 |                   |

Nota: En 2007 los subcampeones de grupo ascendieron directamente sin jugar los playoffs  debido a que la Allsvenskan se expandió a 16 equipos.